# Shannonomyia (Shannonomyia) septempunctata
Shannonomyia (Shannonomyia) septempunctata is een tweevleugelige uit de familie steltmuggen (Limoniidae). De soort komt voor in het Neotropisch gebied.